# Seznam hidroelektrarn na Soči

## hidroelektrarne na Soči
- Hidroelektrarna Doblar
- Hidroelektrarna Doblar 2
- Hidroelektrarna Plave
- Hidroelektrarna Plave 2
- Hidroelektrarna Ajba
- Črpalna hidroelektrarna Avče
- Hidroelektrarna Solkan

## hidroelektrarne na pritokih Soče

### Idrijca
- Hidroelektrarna Marof
- Hidroelektrarna Mesto
- Hidroelektrarna Mrzla Rupa

### Prošček
- Hidroelektrarna Kneške Ravne 1
- Hidroelektrarna Kneške Ravne 2

### Vipava
- Hidroelektrarna Gradišče

### Gljun
- Hidroelektrarna Plužna

### Koritnica
- Hidroelektrarna Možnica

### Mangrtski potok
- Hidroelektrarna Log

### Tolminka
- Hidroelektrarna Tolmin

### Zadlaščica
- Hidroelektrarna Zadlaščica

### Mohorčev potok
- Hidroelektrarna Bača

### Bača
- Hidroelektrarna Podmelec

### Zapoška
- Hidroelektrarna Cerkno

### Peklenska grapa
- Hidroelektrarna Pečnik

### Jelenk
- Hidroelektrarna Jelenk

### Trebušica
- Hidroelektrarna Trebuša

### Hubelj
- Hidroelektrarna Hubelj

### Klavžarica
- Mala hidroelektrarna Klavžarica

## Nedelujoče hidroelektrarne na Soči in pritokih
- HE Kobarid na potoku Idrija

## Nerealizirane hidroelektrarne na Soči in pritokih
- HE Kobarid na Soči
- HE Trnovo ob Soči
- HE Učja